# Monday, tuesday... Laissez-moi danser
(Monday, Tuesday...) Laissez-moi danser es una canción francesa interpretada por Dalida en 1979, que obtuvo un gran éxito en Europa. Dalida adaptó su canción a varias lenguas: Dejame bailar,  en español o Let Me Dance Tonight, en inglés.
Concebida en plena era de la música disco, esta canción fue uno de los éxitos ineludibles del verano de 1979. Dalida la interpretó en gran número de programas televisivos, rodeada de 4 bailarines. Gracias a una intensa promoción en radio y televisión se convirtió rápidamente en uno de los singles más vendidos de su carrera.

## Posiciones en listas
| Lista (1979-1980) | Más alta posición |
| ----------------- | ----------------- |
| Francia           | 1                 |
| Quebec            | 3                 |
| Flandes           | 22                |
| Europe            | 24                |
| Israel            | 26                |

| Lista (2017-2018) | Más alta posición |
| ----------------- | ----------------- |
| Francia           | 94                |
| Australia         | 93                |